# Uruguay
L'Uruguay, più raramente Uruguai (in entrambe le grafie, AFI: /uruˈɡwai/), ufficialmente Repubblica Orientale dell'Uruguay (in spagnolo República Oriental del Uruguay, in riferimento alla posizione geografica che il territorio occupava nella Confederazione delle Province Unite del Rio della Plata), è uno Stato dell'America meridionale. Ha una superficie di 176220 km² e 3 431 932 abitanti, la capitale è Montevideo.
Confina a nord-est e nord con il Brasile, a sud-ovest e ovest con l'Argentina, a sud con il Río de la Plata e a est con l'Oceano Atlantico. L'Uruguay è una repubblica presidenziale, il capo di Stato attuale è Yamandú Orsi (Fronte Ampio). La lingua ufficiale è lo spagnolo. Si presume che il territorio dell'attuale Uruguay fosse abitato fin dal VII millennio a.C. da piccoli gruppi di popolazioni nomadi. La prima popolazione stanziale furono i Charrúa.
La storia ufficiale inizia nel 1516 quando, secondo le cronache spagnole, Juan Díaz de Solís raggiunse la foce del Río de la Plata scoprendo il Paese. La versione portoghese vuole che la foce fosse stata scoperta due anni prima da esploratori portoghesi. Il primo insediamento stabile fu fondato nel 1624 a Villa Soriano (sulle rive del Rio Negro). L'epoca successiva fu caratterizzata da costanti scontri con i portoghesi, che rivendicavano la sovranità sul territorio. Nel 1726 venne fondata Montevideo.

## Storia

### Epoca precolombiana e colonizzazione
Prima della colonizzazione europea, l'unica popolazione documentata che abbia abitato l'attuale Uruguay è stata quella dei Charrúa, piccola tribù spinta a sud dai Guaraní del Paraguay. La loro popolazione non superava un numero compreso tra le cinquemila e le diecimila unità.
Nei luoghi abitati dai Charrùas, come a Chamangá, sono stati trovati antichi esempi di arte murale, con raffigurazioni di varia natura effettuate all'interno di caverne. Ancora nell'attualità, soprattutto in ambito latinoamericano, si suole denominare charrúa chi presenta nazionalità uruguaiana; per esempio ci si riferisce spesso alla nazionale di calcio dell'Uruguay come a Los Charrúas.
Gli spagnoli arrivarono nei territori dell'odierno Uruguay nel 1516, ma la fiera resistenza alla conquista opposta da parte della popolazione locale, insieme all'apparente assenza di oro e argento, limitò molto gli insediamenti nei secoli XVI e XVII. L'Uruguay divenne una zona di contesa tra gli imperi di Spagna e Portogallo; nel 1603 gli spagnoli introdussero i bovini, il cui allevamento divenne una fonte di ricchezza economica molto importante. Il primo insediamento permanente fu quello di Soriano, sul Río Negro, fondato dagli spagnoli nel 1624, mentre tra il 1669 e il 1671 i portoghesi costruirono un forte a Colonia del Sacramento, tuttavia la colonizzazione da parte della Spagna divenne sempre più estesa, soprattutto con l'intento di limitare l'espansione delle frontiere portoghesi del Brasile.
Sempre gli spagnoli fondarono Montevideo, attuale capitale dell'Uruguay, il 24 dicembre 1726. In quest'epoca si assistette alla continua espansione di questa città, il cui porto naturale divenne in poco tempo un centro di commercio in competizione con la capitale dell'Argentina, Buenos Aires. Nel 1776 le regioni dell'attuale Uruguay vennero scorporate dal Vicereame del Perù e annesse al Vicereame del Río de la Plata con il nome di Banda Oriental. La storia del XIX secolo è caratterizzata dall'aumentare degli scontri tra le forze coloniali inglesi, spagnole e portoghesi per la conquista della regione composta da Argentina, Brasile e Uruguay. Nel 1806 e nel 1807 l'esercito inglese cercò di prendere Buenos Aires durante la guerra contro la Spagna: di conseguenza all'inizio del 1807 Montevideo fu occupata da un reparto di diecimila soldati inglesi, che lasciarono la città a metà dell'anno per partire alla volta di Buenos Aires, con l'intento di muovere un attacco.

### Lotta per l'indipendenza

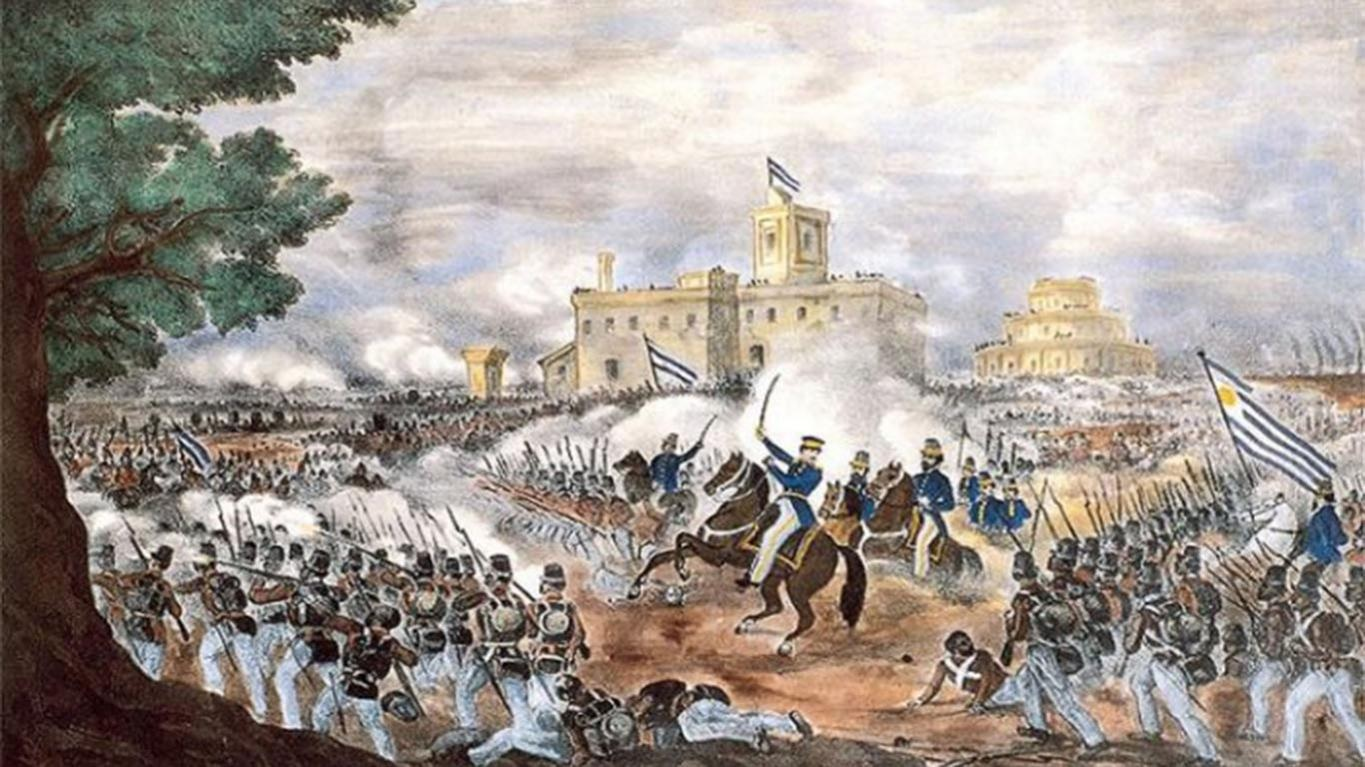
Battaglia di Caseros

Nel 1811 José Gervasio Artigas, che sarebbe poi diventato l'eroe nazionale uruguaiano, organizzò una rivolta contro la Spagna, che ebbe buon esito. Dieci anni dopo la Provincia Orientale del Río de la Plata, come era chiamato l'Uruguay, fu annesso al Brasile con il nome di Provincia Cisplatina in seguito all'invasione luso-brasiliana del 1816. Tuttavia, se ne staccò il 25 agosto del 1825, dopo numerose rivolte precedenti. L'Uruguay indipendente costituì una federazione regionale con le Province Unite del Río de la Plata, l'odierna Argentina: si trattava di un'annessione.
Le Province Unite del Río de la Plata, insieme con la Provincia Oriental, combatterono contro il Brasile in una guerra durata cinquecento giorni. Nessuna delle due parti ebbe la meglio, e nel 1828 il trattato di Montevideo, promosso dal Regno Unito, rese l'Uruguay uno Stato completamente indipendente. La prima costituzione del Paese fu adottata il 18 luglio 1830. Il resto del XIX secolo trascorse sotto vari presidenti con alcuni conflitti con i Paesi vicini. In questo periodo molte furono le oscillazioni in ambito economico e soprattutto politico, e proprio in quest'epoca divennero sempre maggiori i flussi di immigrati, provenienti specialmente dall'Europa.

### Guerra civile (1839-1852)

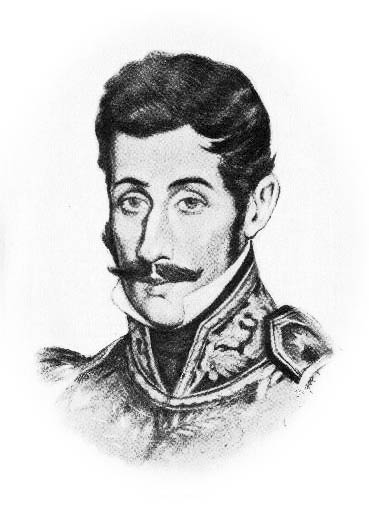
Manuel Oribe

La scena politica rimase divisa tra i due principali partiti del Paese, i Blancos e i Colorados. Mentre i primi, guidati da Manuel Oribe, erano favorevoli al protezionismo e guardavano agli interessi delle campagne, i secondi, con a capo Fructuoso Rivera, promuovevano il business commerciale di Montevideo. I Blancos avevano tendenze conservatrici, mentre i Colorados si orientavano su tendenze più progressiste. Entrambi i partiti presero il loro nome dalle fasce che indossavano: quelle dei Colorados erano blu, ma visto che furono scolorite dal sole sostituirono questo colore con il rosso; entrambi questi partiti si associarono a bande di guerriglia della confinante Argentina. Il leader Colorado, Rivera, fu presidente dal 1830 al 1835, e gli successe il Blanco Oribe, che fu amico e sostenitore del dittatore argentino Juan Manuel de Rosas; i Colorados invece diedero appoggio agli esiliati Unitarios, liberali e oppositori di Rosas, che trovarono quasi tutti rifugio nella capitale. Ma nel 1838 Rivera riprese il potere e contro di lui mosse Oribe, aiutato da Rosas. Il presidente Blanco aveva preso le parti del dittatore quando la Marine nationale francese aveva bloccato Buenos Aires nel 1838. Ciò spinse Colorados e Unitarios ad aizzare i francesi contro il presidente stesso, e con un'armata condotta da Rivera rovesciarono Oribe, che si rifugiò in Argentina. Gli Unitarios formarono a Montevideo un governo in esilio e Rivera, con il segreto consenso dei francesi, nel 1839 dichiarò guerra a Rosas. Il conflitto sarebbe durato tredici anni e avrebbe assunto il nome di Guerra Grande. Un esercito di Unitarios nel 1840 provò a invadere l'Argentina settentrionale partendo dall'Uruguay, ma vi riuscirono solo in parte. Nel 1842 le truppe argentine, per conto di Oribe, sopraffecero l'Uruguay e occuparono una grande parte del Paese, non riuscendo però a prendere la capitale. A questo punto cominciò l'assedio di Montevideo, che durò dal 1843 al 1851: gli assediati uruguaiani chiesero aiuto agli stranieri residenti, e furono formate una legione francese e una italiana, capitanata da Giuseppe Garibaldi, che quando scoppiò la guerra insegnava matematica nella capitale; egli fu anche messo a capo dell'Armada Nacional, la marina militare uruguaiana. Notevole fu l'opera dell'eroe dei due mondi, coinvolto in molte azioni di rilievo, specie nella battaglia di San Antonio, che gli procurò internazionalmente la fama di grande stratega di guerriglia.
L'assedio non ebbe effetto fin quando Rosas non interferì con le rotte di navigazione sul Río de la Plata. Ma quando nel 1845 l'accesso al Paraguay venne bloccato, Regno Unito e Francia si allearono contro l'Argentina, bloccando Buenos Aires. Il dittatore stipulò la pace con il Regno Unito e la Francia rispettivamente nel 1849 e nel 1850, e i francesi si dichiararono favorevoli e sgomberare le loro truppe se gli argentini avessero lasciato l'Uruguay, mentre Oribe manteneva ancora l'assedio a Montevideo. Nel 1851 l'argentino Urquiza si ribellò a Rosas, e per trovare appoggi firmò un patto con gli Unitarios, e il Brasile contro il dittatore. Urquiza attraversò l'Uruguay e sconfisse Oribe, sciogliendo l'assedio di Montevideo. Dopodiché sopraffece Rosas nel 1852: con la sconfitta e l'esilio dell'ex dittatore quello stesso anno la guerra finalmente terminò. Sempre nel 1852 fu abolita la schiavitù.

### Guerra della triplice alleanza

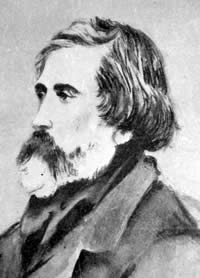
Venancio Flores

Purtroppo la pace non durò molto, e tra i due partiti nacque nuovamente un conflitto. Gli scontri cominciarono nel 1855, ma si giunse al culmine nella guerra della triplice alleanza, chiamata così per la coalizione formata da Argentina, Brasile e Uruguay contro il Paraguay. 
Nel 1863, il capo Colorado Venancio Flores organizzò una rivolta armata (la cosiddetta  Cruzada Libertadora) contro il presidente Bernardo Prudencio Berro, appartenente al partito Blanco. I Colorados prevalsero militarmente in diverse occasioni, anche grazie al prezioso supporto di Brasile e Argentina, che li aiutarono con truppe e armi. Berro strinse quindi un'alleanza con il leader del Paraguay Francisco Solano López. Nel 1864 il governo di Berro fu destituito con l'aiuto del Brasile (in seguito alla Guerra dell'Uruguay, terminologia utilizzata dalla storiografia brasiliana, o Invasione brasiliana del 1864, terminologia utilizzata dalla storiografia uruguaiana), e López utilizzò questo evento come pretesto per dichiarare guerra all'Uruguay. Il risultato fu la guerra della triplice alleanza, che vide armate brasiliane, argentine e uruguaiane combattere quelle paraguaiane. Nonostante le perdite consistenti (l'Uruguay, nello specifico, perse il 95% delle truppe), la coalizione dei tre Paesi nel 1870 vinse. Ma Flores non poté godere di questa vittoria: il 19 febbraio 1868 egli fu assassinato da un gruppo di individui non identificati. Lo stesso giorno fu ucciso anche il suo rivale, Bernardo Berro.
Entrambi i partiti erano esausti, e decisero nel 1870 di trovare un accordo sulle sfere di influenza da adottare. I Colorados avrebbero ottenuto il controllo di Montevideo e della regione costiera, mentre i Blancos avrebbero governato sulle zone interne e agricole. Questi ultimi furono risarciti di mezzo milione di dollari per il colpo di Stato del 1863. Ma le ostilità politiche, seppur in forma molto più ridotta, non cessarono.

### Evoluzioni interne ed economiche dopo il 1890
Dopo la Guerra Grande si assistette a un brusco aumento nel numero di immigrati, provenienti in maggior misura da Spagna e Italia. Alcuni dati lo dimostrano: mentre nel 1860 componevano il 48% della popolazione, gli immigrati ne costituirono addirittura il 68% nel 1868. Negli anni settanta dell'Ottocento arrivarono più di centomila europei, nel 1879 la popolazione totale era di 438 000 abitanti, un quarto dei quali concentrati a Montevideo. Vi furono molti miglioramenti dal punto di vista economico, e anche socialmente la situazione parve farsi più stabile: infrastrutture e trasporti furono sviluppati in maniera soddisfacente, nel 1857 fu aperta la prima banca. Gli europei introdussero nuovi metodi in agricoltura, che furono molto importanti per il progresso nel lavoro dei campi. L'apporto demografico degli immigrati contribuì alla notevole crescita di Montevideo, che incominciò, come centro, a rivestire un ruolo maggiore nella regione. Questo sviluppo verteva in special modo sul porto naturale della città, che arrivò ad accogliere un numero sempre maggiore di navi: si passò dalle 3 milioni di imbarcazioni nel 1860 ai 17 milioni otto anni più tardi. Crebbero molto anche altre città, come Paysandù e Salto. I Colorados mantennero il potere, tranne che per brevi intervalli, fino al 1958.

### Ventesimo secolo

#### La prima metà del Novecento

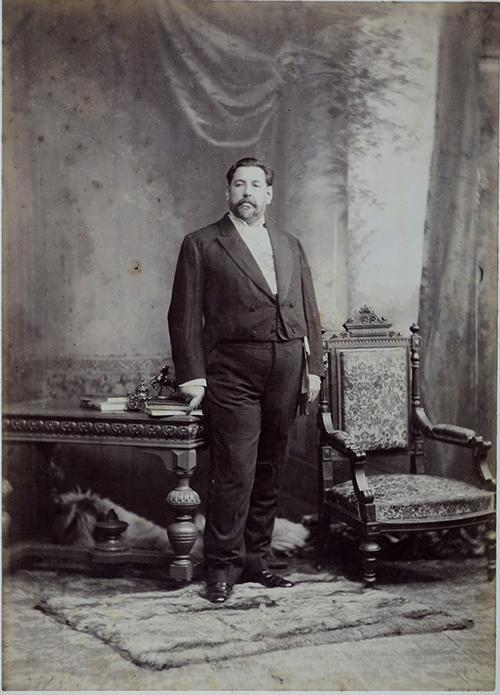
José Batlle y Ordóñez

José Batlle y Ordóñez, presidente dal 1903 al 1907, e di nuovo dal 1911 al 1915, pose le basi per lo sviluppo politico moderno dell'Uruguay. Ordóñez diede vita a estese riforme politiche, economiche e sociali, come un programma di assistenza sociale e un maggiore intervento del governo in diversi aspetti dell'economia. Alcune di queste sue riforme furono continuate dai suoi successori. Si aprì per l'Uruguay una nuova era: importantissime furono alcune leggi di questo periodo, come l'abolizione della pena di morte e l'introduzione del divorzio. Il 1919 fu un anno fondamentale per lo Stato, poiché, dopo quasi 90 anni, fu cambiata la costituzione del 1830. La nuova costituzione, scritta nel 1916, sanciva una separazione completa tra Stato e Chiesa. Ancora oggi, la Chiesa cattolica ha un'influenza sullo Stato molto minore che nei Paesi vicini. Questo importante processo incontrò problemi a causa della grande crisi del 1929, che fu sfruttata dal presidente Terra per instaurare la sua breve dittatura nel 1933, quando sciolse il congresso. Nel 1942 fu promulgata una costituzione più moderata e nel 1945 l'Uruguay dichiarò guerra a Germania e Giappone.

#### La seconda metà del secolo
Negli ultimi anni cinquanta incominciarono a sorgere dei problemi economici, in parte anche a causa della diminuzione generale della domanda per il lavoro nel mercato mondiale dei prodotti agricoli. Inflazione e disoccupazione aumentarono fino ad assumere dimensioni preoccupanti, e le condizioni di vita dei lavoratori uruguaiani si deteriorarono decisamente. Questa crisi dell'economia portò a scontri e guerriglie urbane, guidate dal movimento di estrema sinistra dei Tupamaros. Nel 1965 la svalutazione monetaria causò proteste e agitazioni, ma il tutto fu sedato dal governo dei Blancos. Il seguente governo colorado, condotto da Óscar Diego Gestido, cercò di migliorare la situazione economica ponendo un freno all'inflazione, ma senza successo; dopo la morte di Gestido nel 1967 cominciò il governo di Jorge Pacheco Areco, che suscitò dure proteste a causa del suo orientamento molto conservatore.

#### Il golpe militare e la dittatura
La crisi generale dello Stato si fece sempre più preoccupante: con misure varie il governo Areco provò a limitare le azioni di rivolta, specie quelle dei Tupamaros, tuttavia gli scontri e le violenze non parvero cessare. Nel 1971 andò al governo un colorado, Juan María Bordaberry, deciso a fermare i Tupamaros. Per fare questo dovette contare sull'esercito e per reprimere le rivolte si ricorse nel 1972 a parecchi arresti. Il 27 giugno 1973 Bordaberry guidò un colpo di Stato militare. Sciolto il parlamento e ottenuto il supporto di una giunta militare, il dittatore represse le proteste, fomentate soprattutto da sindacati e studenti, e mise fuori legge i partiti di sinistra.
I media vennero censurati o vietati, il movimento sindacale fu distrutto e tonnellate di libri furono bruciate dopo la messa al bando delle opere di alcuni scrittori. Le persone schedate come oppositori del regime furono escluse dal servizio civile e dall'istruzione. L'Uruguay è oggi il Paese con la più alta percentuale di prigionieri politici al mondo in rapporto alla popolazione.
L'economia continuò a peggiorare, anche perché l'apparato militare in questo periodo assorbì la metà delle spese statali. Il ministro dell'Economia e delle Finanze Alejandro Végh Villegas cercò di promuovere il settore finanziario e gli investimenti stranieri. La spesa sociale venne ridotta e molte aziende statali furono privatizzate. Tuttavia, l'economia non migliorò e si deteriorò dopo il 1980, il PIL scese del 20% e la disoccupazione salì al 17%. Lo Stato intervenne cercando di salvare le aziende e le banche in crisi.
I Tupamaros furono isolati nelle prigioni e sottoposti ad atti di tortura. Nel 1976 Bordaberry fu destituito a sua volta dai militari, che occuparono il potere ricoprendo incarichi politici. Al posto di Bordaberry fu nominato dapprima Alberto Demicheli che fu poi a sua volta deposto pochi mesi dopo e sostituito da Aparicio Méndez. Ma il clima interno non cambiò. Dal 1976 il regime incominciò un lento tramonto, un chiaro segno fu la sconfitta nel 1980 al referendum sulla modifica della costituzione: il 57,2% dei voti furono contrari. Questo dimostrava l'impopolarità del governo militare, accentuata dalle difficili condizioni economiche.
Negli anni della giunta militare molti furono gli emigranti, il cui numero con il tempo aumentò in modo impressionante. Gli uruguaiani incominciarono a cercare asilo politico in vari Paesi del mondo. Nel 1981 Gregorio Álvarez salì alla presidenza, ma anche questo cambio non determinò una ripresa del regime, sempre più pericolante: e nel 1984, dopo una protesta generale durata 24 ore, i militari annunciarono il ritorno del potere ai civili.

### Il ritorno alla democrazia

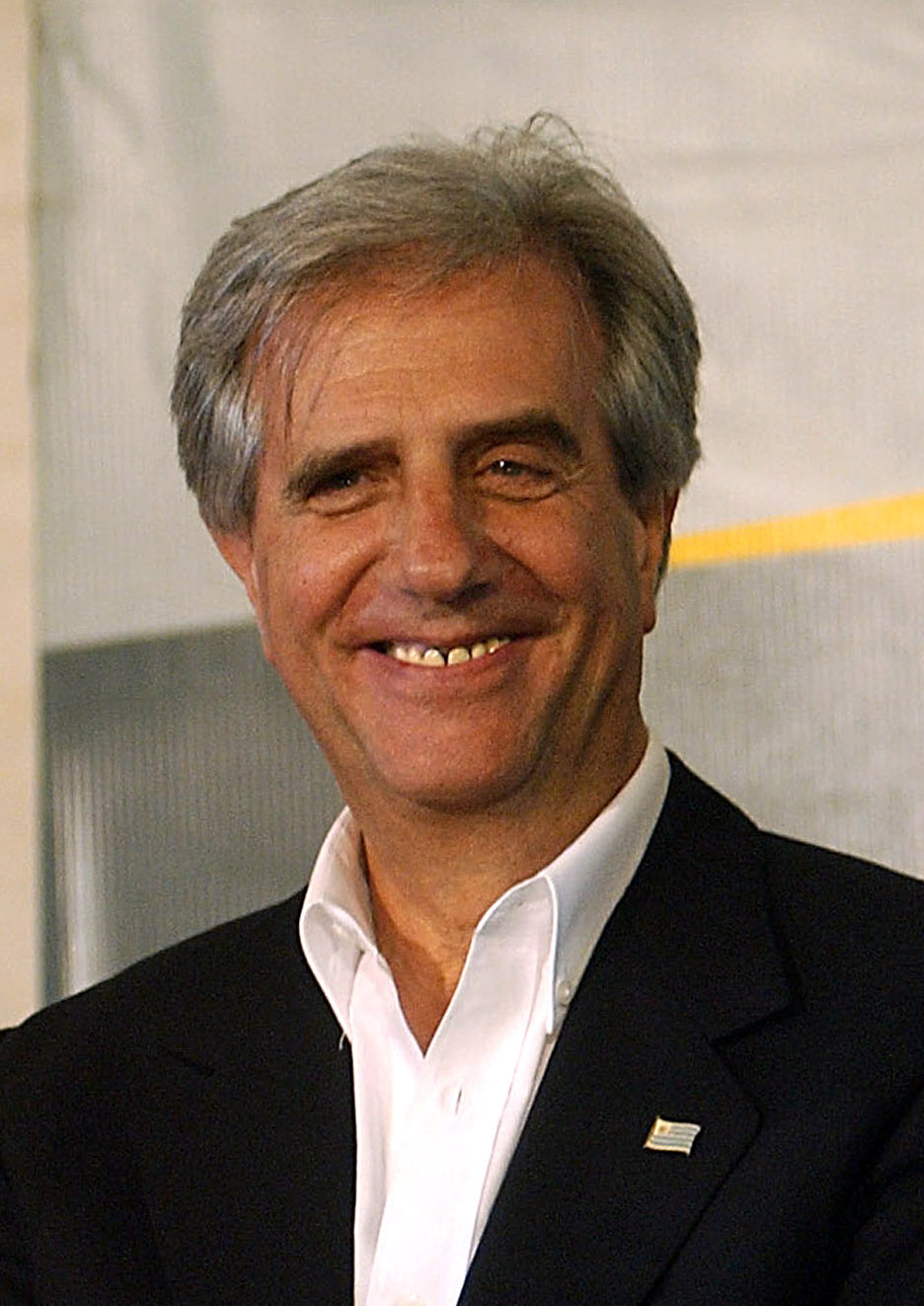
Tabaré Vázquez, ex presidente dell'Uruguay

Per quello stesso anno si indissero elezioni nazionali, vinte dal candidato dei Colorados Julio María Sanguinetti, presidente dal 1985 al 1990. Il suo governo fu di unità nazionale e volto alla ricostruzione del Paese. La presidenza Sanguinetti promosse importanti riforme economiche e consolidò il processo di democratizzazione dell'Uruguay, ma non mancarono delle ombre: il presidente fece approvare l'amnistia per le violazioni dei diritti umani perpetrate dai militari durante la dittatura. Questo provocò una frattura con la sinistra, che propose di cancellare l'amnistia. Le riforme di Sanguinetti stabilizzarono l'economia, che cominciò a crescere. Le elezioni del 1989 furono vinte dai Blancos, che rimasero alla presidenza fino al 1995 con il loro candidato Luis Alberto Lacalle, sotto il quale l'economia crebbe a ritmo accelerato ma con l'opposizione da parte della popolazione riguardo ad alcune misure di privatizzazione. E così nel 1995 Sanguinetti uscì vincitore alle urne. Il suo secondo mandato agì soprattutto su temi delicati come la sicurezza sociale, l'istruzione e il sistema elettorale, insieme al miglioramento della qualità della vita e delle condizioni economiche.
Nel 1991, il Paese ha registrato un aumento degli scioperi per ottenere aumenti salariali per compensare l'inflazione e per opporsi alle privatizzazioni volute dal governo di Luis Alberto Lacalle. Nel 1992 è stato indetto uno sciopero generale e la politica di privatizzazione è stata ampiamente respinta con un referendum (71,6% contro la privatizzazione delle telecomunicazioni). Nel 1994 e 1995, l'Uruguay ha dovuto affrontare difficoltà economiche causate dalla liberalizzazione del commercio estero, che ha aumentato il deficit commerciale. La Compagnia del Gas di Montevideo e la compagnia aerea Pluma sono state cedute al settore privato, ma il ritmo delle privatizzazioni è rallentato nel 1996.
Le elezioni del 1999 sancirono nuovamente la vittoria dei Colorados, uniti ai Blancos, portando alla presidenza il candidato Jorge Batlle; uscì sconfitto Tabaré Vázquez, il candidato del Fronte Ampio, la coalizione di sinistra. Sul fronte economico, il governo Batlle (2000-2005) ha avviato i negoziati con gli Stati Uniti per la creazione della "Area di libero scambio delle Americhe" (ALCA). Questo periodo ha segnato il culmine di un processo di riorientamento neoliberale dell'economia del Paese: deindustrializzazione, pressione sui salari, crescita del lavoro informale, ecc. Tuttavia questo nuovo mandato fu caratterizzato da recessione economica e incertezza sul futuro. Inoltre, l'alleanza con i Blancos mostrò ben presto segni di cedimento. Alle elezioni del 2004 il Fronte Ampio è riuscito per la prima volta a vincere, e Vázquez è diventato presidente. Il nuovo governo si è impegnato nel risolvere i problemi economici del Paese, intenzionato a non seguire più la linea dell'impunità verso gli esponenti della dittatura militare, come fatto dai governi precedenti. Ne è una dimostrazione l'arresto di Gregorio Álvarez, incriminato per la sparizione di trenta oppositori politici, uccisi nel 1978, quando era comandante in capo dell'esercito. Alle elezioni presidenziali del 2009 il Fronte Ampio ha conquistato nuovamente la maggioranza, portando alla presidenza l'ex tupamaro José "Pepe" Mujica, sconfiggendo al ballottaggio Luis Alberto Lacalle. Al suo insediamento Mujica si è impegnato a ridurre la povertà e continuare con le politiche d'investimento pubblico, favorite dalla buona crescita economica del Paese negli ultimi anni, oltre a migliorare i rapporti con l'Argentina.
Dal 1º marzo 2015 è nuovamente presidente Tabaré Vázquez, vincitore delle elezioni presidenziali del 2014.
L'arrivo al potere del Fronte Ampio (Frente Amplio) ha portato profondi cambiamenti per il Paese: il tasso di povertà è sceso dal 40% all'8%, il salario medio è aumentato del 55%, il PIL è aumentato in media del 4% all'anno e il numero di persone con copertura medica è salito da 700 000 a 2,5 milioni. Sono state adottate diverse riforme sociali, come la legalizzazione dell'aborto e il riconoscimento del matrimonio omosessuale.
Le elezioni del 2019 hanno però visto sconfitto il Fronte Amplio, il cui candidato Daniel Martinez è stato sconfitto al ballottaggio dal candidato dei Blancos Luis Alberto Lacalle Pou (supportato al ballottaggio anche dai Colorados e dal nuovo partito di estrema destra Cabildo Abierto).
Alle elezioni del 2024, tuttavia, il Fronte Ampio è nuovamente tornato al potere con il suo candidato, Yamandú Orsi.

## Geografia
L'Uruguay è il terzo Stato più piccolo dell'America meridionale (dopo Trinidad e Tobago e Suriname), ha una superficie di 177000 km² (dei quali circa 2 600 sono acque interne). A nord confina per 985 km con il Brasile e a ovest per 579 km con l'Argentina.
Lo sviluppo costiero è pari a 660 km.

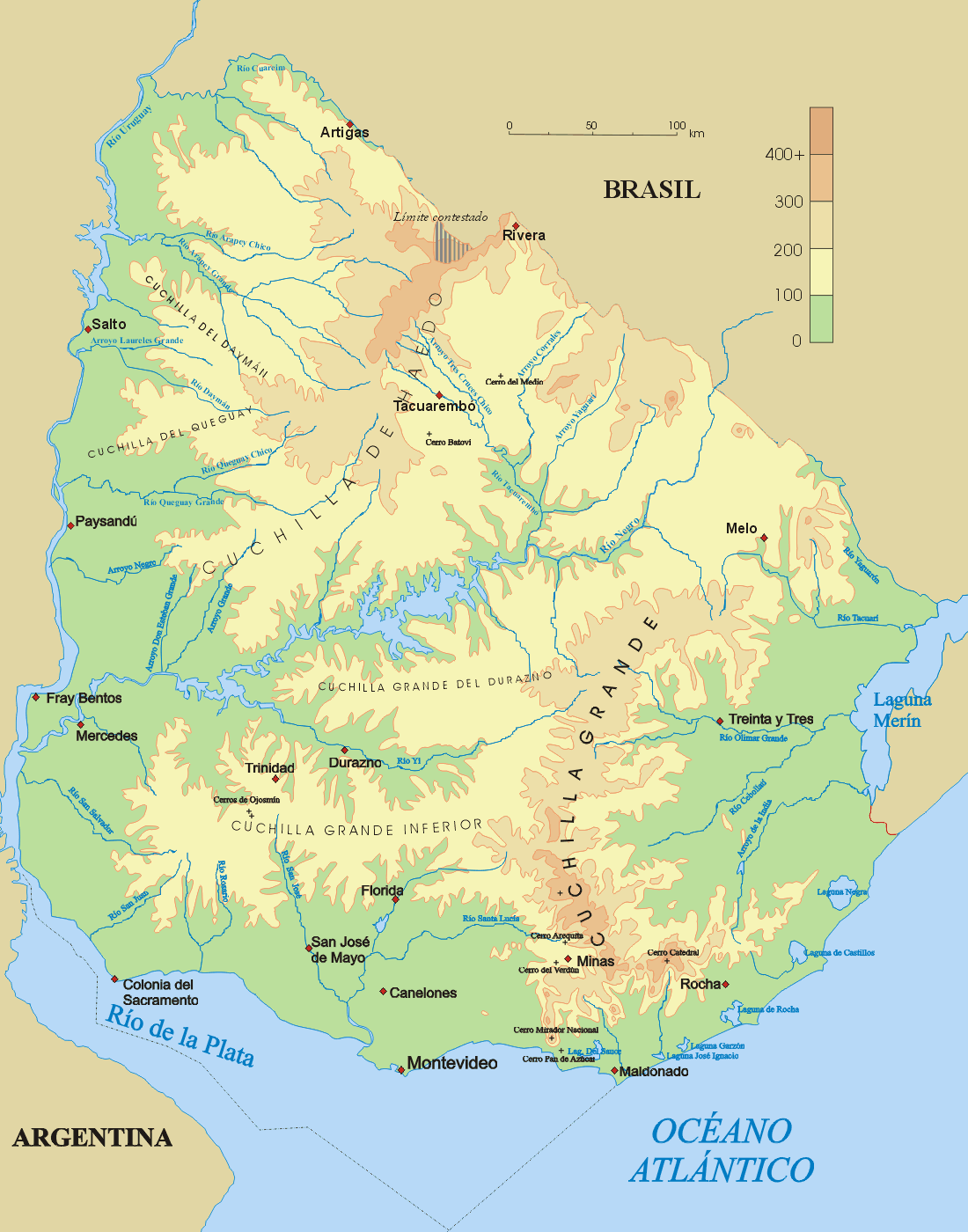
Mappa fisica

### Morfologia
Il territorio dell'Uruguay è situato in una fascia di transizione dalla pampa argentina alle parti collinari del Brasile meridionale. Gran parte del Paese si trova su un vasto bassopiano con rare formazioni collinari che difficilmente arrivano ai 500 metri sul livello del mare, le più note sono la Cuchilla de Haedo a settentrione e la Cuchilla Grande nella parte orientale del Paese.
A occidente, lungo il corso dell'Uruguay, vi sono ampie paludi spesso allagate dalle piene del fiume.
Nella parte sudorientale della costa vi è una stretta pianura costiera pianeggiante, sabbiosa e caratterizzata da lagune mentre la costa affacciata sul Río de la Plata è più scoscesa.
Il punto più elevato del Paese è il Cerro Catedral (514 metri sul livello del mare) seguito dal Cerro Ventana (420 metri) e dal Cerro Colorado (299 metri). Nel complesso il Paese è piuttosto pianeggiante: solo il 10% circa del territorio supera i duecento metri sul livello del mare. Il terreno è piuttosto fertile e sfruttabile ai fini agricoli; le aree boschive sono limitate (circa 5% del territorio).

### Idrografia
L'Uruguay è un Paese ricco di acqua. I suoi confini a est, a sud e a ovest sono delimitati da importanti fiumi o tratti di mare.

#### Fiumi

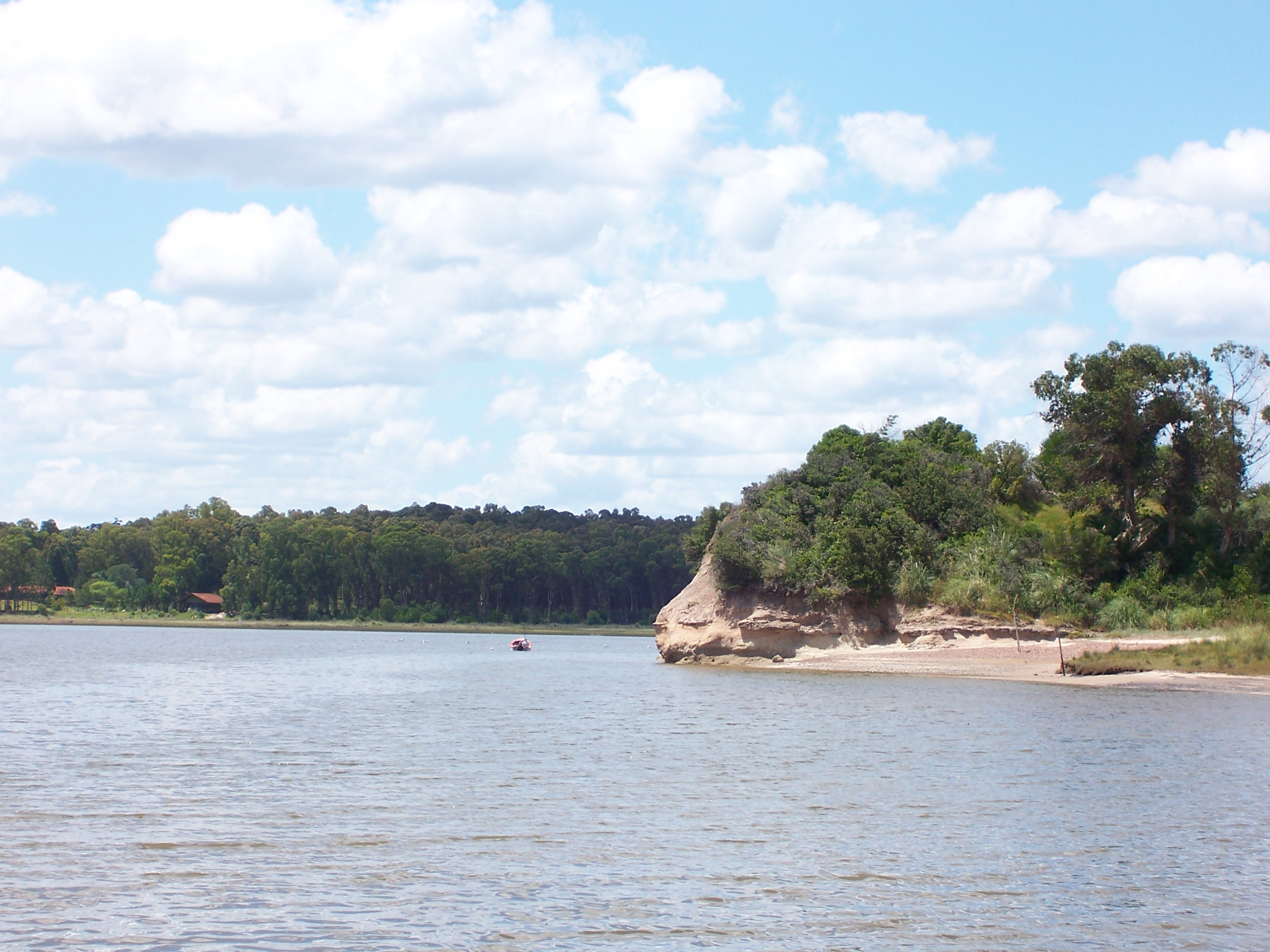
Fiume Solís, vicino al Río de la Plata

I sistemi fluviali del Paese sono essenzialmente tre:
- i fiumi che scorrono verso ovest alimentano il Río Uruguay che delimita il confine con l'Argentina, le rive del fiume Uruguay sono caratterizzate da pianure periodicamente interessate da vaste inondazioni. Il più importante fra i suoi affluenti è il Rio Negro che attraversa l'intero Paese da nordest a ovest prima di sfociare nel Río Uruguay, uno sbarramento sul suo corso, presso Paso de los Toros ha creato un bacino artificiale, l'Embalse del Río Negro che è il più grande lago artificiale del Sudamerica. L'affluente principale del Río Negro è il Río Yí.
- i fiumi che scorrono verso est fluiscono nell'Atlantico o nelle lagune, hanno generalmente una profondità ridotta e una portata variabile. Molti sfociano nelle lagune della pianura litoranea, la più grande fra queste, la Laguna Merín, delimita il confine con il Brasile.
- i fiumi diretti a sud sfociano nel Río de la Plata.

#### Laghi
- Baygorria
- Laguna de Castillos
- Laguna de Rocha
- Laguna del Sauce
- Laguna Garzón
- Laguna José Ignacio
- Laguna Merín
- Laguna Negra
- Paso del Palmar
- Rincón del Bonete
- Salto Grande

### Clima
Nella parte settentrionale del Paese il clima è subtropicale mentre a sud è mediterraneo offrendo condizioni meteorologiche molto simili a quelle di Italia e Spagna. La temperatura media annua è pari a 17,5 °C. Il mese più caldo è gennaio con una temperatura media di 21 °C mentre quello più freddo è giugno (media di 6 °C).
Le precipitazioni sono distribuite nell'anno e vanno da una media di 1 000 mm/anno fino ai 1 400 mm/anno nella parte settentrionale del Paese. Il semestre invernale è solitamente più asciutto di quello estivo, il mese più piovoso è marzo.
In inverno sono frequenti intensi venti freddi da sud-ovest, chiamati Pamperos, che colpiscono l'area costiera.

## Popolazione
Il popolamento del territorio dell'attuale Uruguay procedette a un ritmo molto lento, il Paese non aveva risorse minerarie tali da attrarre i conquistadores spagnoli e l'espansione demografica iniziò solo attorno alla metà del XIX secolo, sviluppandosi ulteriormente dopo l'installazione dei primi stabilimenti per la conservazione della carne che determinarono un forte flusso di immigrazione dall'Europa. Questo tipo di immigrazione proseguì per tutta la prima metà del XX secolo, stravolgendo la composizione etnica del Paese che originariamente era formata in massima parte da meticci, e in minor misura da indios e bianchi di origine iberica (chiamati criollos).

### Demografia

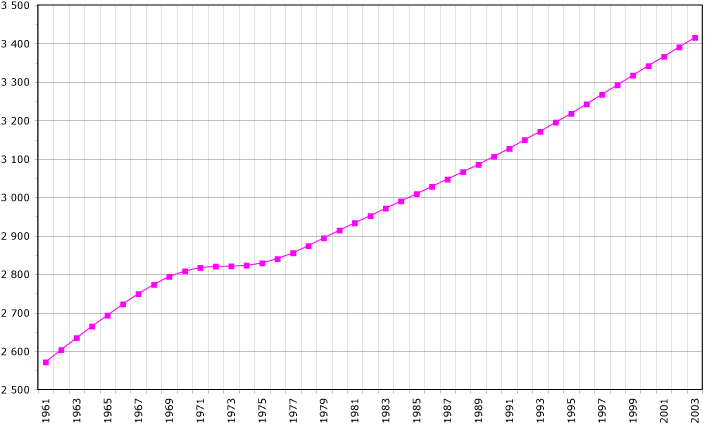
Popolazione dell'Uruguay, Dati della FAO - anno 2005 (in migliaia)

L'Uruguay ha una popolazione stimata di 3 431 932 abitanti (luglio 2006) per una densità di popolazione pari a 19,7 abitanti per km².
(Fonte dei dati:)

#### Struttura per età
- 0-14 anni: 22,9% (maschi 399 409/femmine 386 136)
- 15-64 anni: 63,9% (maschi 1 087 180/femmine 1 104 465)
- oltre i 65 anni: 13,3% (maschi 185 251/femmine 269 491)

#### Età media
- totale: 32,7 anni
- maschi: 31,3 anni
- femmine: 34,2 anni

#### Tasso di crescita della popolazione
- 0,46%

#### Natalità
- 13,91 nati/1 000 abitanti

#### Tasso di migrazione netta
- -0,25 immigrati/1 000 abitanti

#### Mortalità infantile
- totale: 11,61 morti/1 000 nati vivi
- maschi: 12,09 morti/1 000 nati vivi
- femmine: 10,27 morti/1 000 nati vivi

#### Aspettativa di vita
- totale: 76,33 anni
- maschi: 73,12 anni
- femmine: 79,65 anni

#### Tasso di fertilità
- 1,98 nati/donna (2010)

### Etnie

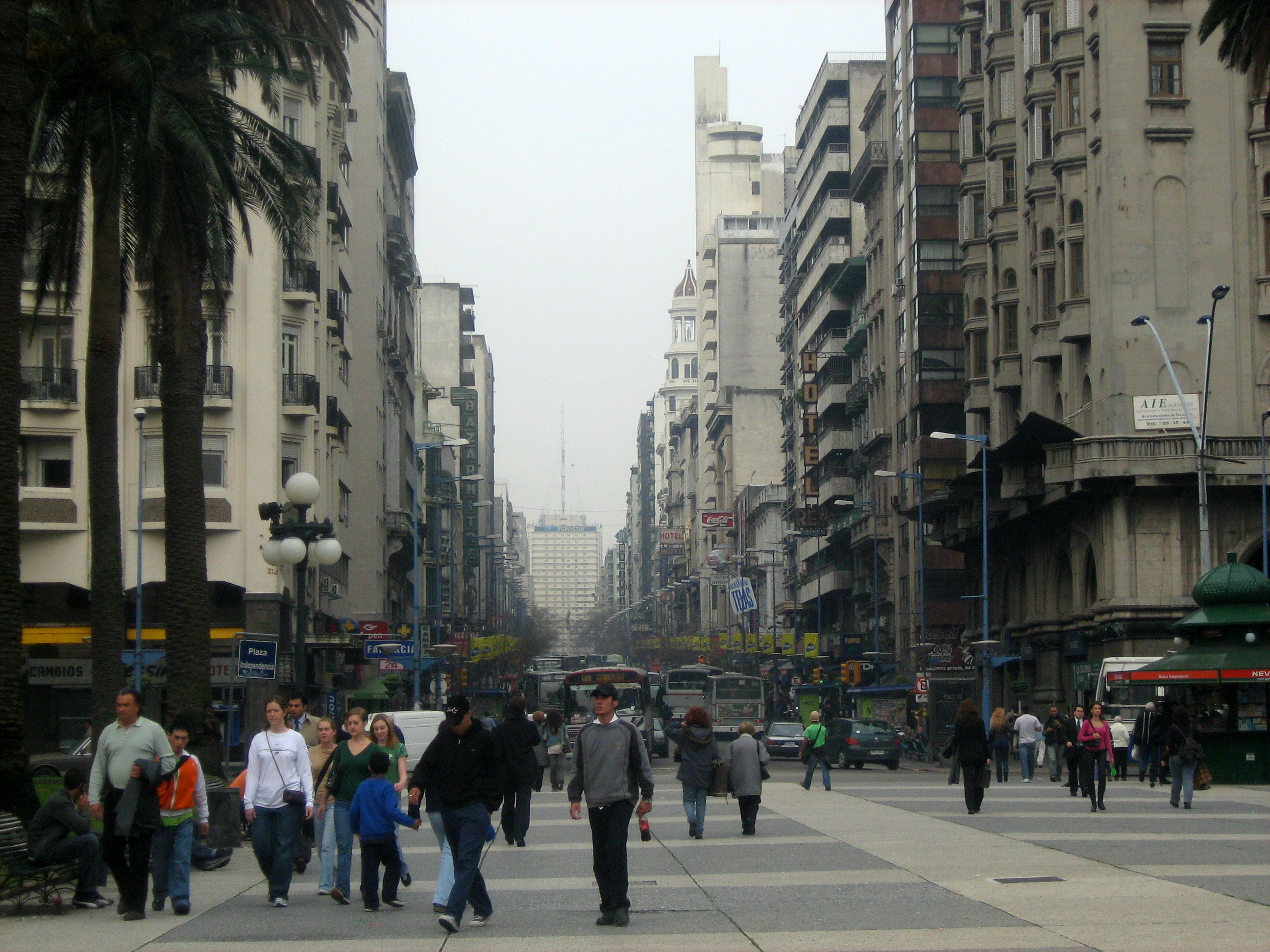
Plaza Independencia (Piazza Indipendenza) a Montevideo

Attualmente la popolazione è composta prevalentemente da discendenti di immigrati di origine europea (provenienti in massima parte dall'Italia: italo-uruguaiani) e amerindi. Il forte flusso migratorio dall'Europa ha influenzato cultura e architettura del Paese e di Montevideo, la capitale, una città con caratteristiche che richiamano quelle dei grandi centri europei: è stato notato come Montevideo somigli a città come Tel Aviv o Barcellona. Oggigiorno quasi metà della popolazione complessiva dell'Uruguay vive nell'area metropolitana della capitale. La densità della popolazione nella parte meridionale del Paese è sensibilmente più elevata che all'interno dove invece gli insediamenti sono demograficamente meno consistenti.
Le popolazioni indigene (charrúas, guanaes, yaros, chanaes) che vivevano di caccia e raccolta sono state quasi del tutto sterminate dalle malattie portate dagli europei o dalla tratta degli schiavisti portoghesi del Brasile nel XVIII-XIX secolo.
La composizione etnica uruguaiana è la seguente:
- Europei: 88,2%
  - Italiani: circa 44,0%[16]
  - Iberici, francesi, tedeschi, britannici, slavi: circa 44,2%
- Africani: 10,6%
- Nativi Americani: 6,4%
- Altre etnie: 6,4%
- Asiatici: 0,7%

### Religione
In Uruguay non esiste una religione ufficiale; Chiesa e Stato sono ufficialmente separati ed è garantita la libertà religiosa.
Secondo uno studio condotto nel 2008 dall'Instituto Nacional de Estadística, il cattolicesimo è la religione prevalente (vi aderisce il 45,7% della popolazione); seguono i cristiani non cattolici (9%), gli animisti e gli umbandisti (i seguaci di una religione afro-brasiliana) e gli ebrei (0,4%). Il 30,1% della popolazione crede nell'esistenza di un dio ma non aderisce ad alcuna religione, mentre il 14% si dichiara ateo o agnostico.
- Cristiani: 54,7%
  - Cattolici: 45,7%
  - Cristiani non cattolici: 9%
- Credenti non affiliati: 30,1%
- Atei o agnostici: 14%
- Altre religioni: 0,4%

Gli osservatori politici considerano l'Uruguay il Paese più laico delle Americhe. La Chiesa non vi ha mai rivestito un ruolo preminente, nemmeno in epoca coloniale, osteggiata dalla fiera resistenza delle popolazioni indigene all'evangelizzazione. Dopo l'indipendenza, le idee anticlericali, provenienti in particolare dalla Francia, si sono rafforzate: già nel 1837 fu riconosciuto il matrimonio civile e nel 1861 lo Stato assunse la gestione dei cimiteri; nel 1907 fu legalizzato il divorzio e nel 1909 l'istruzione religiosa fu bandita dalle scuole statali. Il processo di separazione fra Stato e Chiesa fu accelerato sotto il governo di José Batlle y Ordóñez (1903 - 1911) e si concluse nel 1917 con l'emanazione dell'attuale costituzione. Nel 2013 è stato legalizzato il matrimonio omosessuale.

### Lingue
La lingua ufficiale del Paese è lo spagnolo nella sua variante rioplatense (vedi dialetti spagnoli) una parlata diffusa anche nella maggior parte dell'Argentina, che presenta alcune sensibili differenze (soprattutto fonetiche) con il castigliano iberico.
Nella parte settentrionale del Paese, al confine con il Brasile, è diffusa una parlata scherzosamente definita portuñol, data la forte influenza del portoghese sia nella pronuncia, sia, in misura minore, nelle strutture grammaticali.
Anche la lingua italiana è molto diffusa, soprattutto tra la popolazione oriunda. Nel 1942 tramite decreto venne imposto lo studio obbligatorio dell'italiano nelle scuole superiori uruguaiane.

## "Primati" detenuti dall'Uruguay
Di seguito sono riportati alcuni primati del piccolo Stato latinoamericano, che nel corso dei decenni e dei secoli si è dimostrato pioniere in numerosi ambiti (politici, sociali, sportivi, altro).
- L'Uruguay è stato il primo Stato a riconoscere il genocidio degli armeni[22] nel 1965.
- L'Uruguay è stato il primo Stato dell'America Latina a legalizzare le unioni civili nel 2008[23]. Il Paese è inoltre stato il terzo in Sudamerica a legalizzare il matrimonio egualitario nel 2013[24]
- Il divorzio è legale in Uruguay dal 1907, rendendo lo Stato uno dei primi al mondo ad approvare questa legge.[25]
- La Nazionale maschile di Calcio dell'Uruguay ha vinto tutti i tornei internazionali organizzati in casa (Mondiale 1930, Coppe America del 1917, 1923, 1924, 1942, 1956, 1967 e 1995, Mundialito 1980-1981).

## Ordinamento dello Stato
L'Uruguay è una repubblica presidenziale in base alla Costituzione (Constitución de la República Oriental del Uruguay), del 15 febbraio 1967, modificata nel 1997. Il potere esecutivo è detenuto dal presidente, eletto direttamente e in carica per cinque anni, lo stesso per il vicepresidente. Il potere legislativo appartiene invece all'Assemblea Generale, composta da due camere elette ogni cinque anni: la Camera dei senatori, di trentuno membri, e la Camera dei rappresentanti, di novantanove membri.

### Suddivisioni amministrative

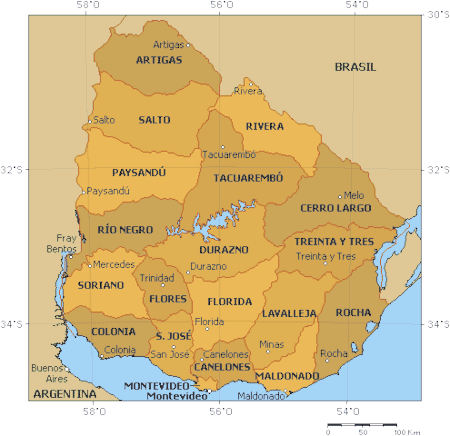
Dipartimenti dell'Uruguay

L'Uruguay è diviso in 19 dipartimenti (departamentos):
- Artigas
- Canelones
- Cerro Largo
- Colonia
- Durazno
- Flores
- Florida
- Lavalleja
- Maldonado
- Montevideo
- Paysandú
- Río Negro
- Rivera
- Rocha
- Salto
- San José
- Soriano
- Tacuarembó
- Treinta y Tres

### Enclavi, exclavi e basi antartiche
All'interno del territorio uruguaiano si trova un'exclave argentina, l'isola di Martín García (coordinate 34°11′S 58°15′W con una superficie di circa 2 km² e una popolazione di circa duecento abitanti) situata nei pressi della confluenza fra il fiume Paraná e l'Uruguay un chilometro scarso all'interno delle acque territoriali del Paese, a circa 3,5 km dalla costa uruguaiana nei pressi della cittadina di Martín Chico (situata a metà strada fra Nueva Palmira e Colonia).
Un accordo firmato dai due Paesi nel 1973 riaffermò la giurisdizione argentina sull'isola, ponendo fine a una disputa che si trascinava da tempo. Secondo l'accordo, Martín García deve essere destinata a essere una riserva naturale. L'isola fu rivendicata dall'Argentina al termine della Guerra Grande nel 1852.
Dal 1984 l'Uruguay ha una base in Antartide sull'isola di Re Giorgio, una delle isole dell'arcipelago delle Shetland Meridionali (62°11′04″S 58°54′09″W) a circa cento chilometri dalla Penisola Antartica.

### Città principali
La città più popolosa nonché porto principale del Paese è la capitale, Montevideo (circa 1 350 000 abitanti) nella quale si concentra gran parte dell'attività industriale ed economica del Paese. Montevideo ha un ruolo di rilievo nella politica del Sudamerica, è sede dell'Associazione latinoamericana di integrazione (ALADI) e del segretariato generale del Mercosur.
Di seguito la lista della città con oltre diecimila abitanti. La tabella riporta i dati degli ultimi quattro censimenti e il dipartimento di appartenenza.
| Città dell'Uruguay |                                      |            |            |            |            |                |
| N.                 | Città                                | Abitanti   | Abitanti   | Abitanti   | Abitanti   | Dipartimento   |
| N.                 | Città                                | Cens. 1975 | Cens. 1985 | Cens. 1996 | Cens. 2004 | Dipartimento   |
| 1.                 | Montevideo                           | 1 173 254  | 1 251 647  | 1 303 182  | 1 269 648  | Montevideo     |
| 2.                 | Salto                                | 71 881     | 80 823     | 93 117     | 99 072     | Salto          |
| 3.                 | Ciudad de la Costa                   | 19 578     | 34 483     | 66 596     | 83 399     | Canelones      |
| 4.                 | Paysandú                             | 62 412     | 76 191     | 74 568     | 73 272     | Paysandú       |
| 5.                 | Las Piedras                          | 53 983     | 58 288     | 66 584     | 69 222     | Canelones      |
| 6.                 | Rivera                               | 49 013     | 57 316     | 62 859     | 64 426     | Rivera         |
| 7.                 | Maldonado                            | 22 159     | 33 536     | 48 936     | 54 603     | Maldonado      |
| 8.                 | Tacuarembó                           | 34 152     | 40 413     | 45 891     | 51 224     | Tacuarembó     |
| 9.                 | Melo                                 | 38 260     | 42 615     | 46 883     | 50 578     | Cerro Largo    |
| 10.                | Mercedes                             | 34 667     | 36 702     | 39 320     | 42 032     | Soriano        |
| 11.                | Artigas                              | 29 256     | 35 119     | 40 244     | 41 687     | Artigas        |
| 12.                | Minas                                | 35 433     | 34 661     | 37 146     | 37 925     | Lavalleja      |
| 13.                | San José de Mayo                     | 28 427     | 31 827     | 34 552     | 36 339     | San José       |
| 14.                | Durazno                              | 25 811     | 27 835     | 30 607     | 33 576     | Durazno        |
| 15.                | Florida                              | 25 030     | 28 445     | 31 594     | 32 128     | Florida        |
| 16.                | Treinta y tres                       | 25 757     | 28 117     | 26 390     | 25 711     | Treinta y Tres |
| 17.                | Rocha                                | 21 672     | 24 015     | 26 017     | 25 538     | Rocha          |
| 18.                | San Carlos                           | 16 883     | 19 878     | 24 030     | 24 771     | Maldonado      |
| 19.                | Pando                                | 16 184     | 19 797     | 23 384     | 24 004     | Canelones      |
| 20.                | Fray Bentos                          | 19 569     | 20 135     | 21 959     | 23 122     | Río Negro      |
| 21.                | Colonia del Sacramento               | 16 895     | 19 101     | 22 200     | 21 714     | Colonia        |
| 22.                | Trinidad                             | 17 598     | 18 372     | 20 031     | 20 982     | Flores         |
| 23.                | La Paz                               | 14 654     | 16 209     | 19 547     | 19 832     | Canelones      |
| 24.                | Canelones                            | 15 938     | 17 325     | 19 388     | 19 631     | Canelones      |
| 25.                | Delta del Tigre                      | 8 831      | 9 618      | 14 120     | 17 457     | San José       |
| 26.                | El Pinar                             | 1 874      | 3 479      | 10 383     | 17 221     | Canelones      |
| 27.                | Carmelo                              | 13 631     | 14 127     | 16 658     | 16 866     | Colonia        |
| 28.                | Santa Lucia                          | 14 101     | 14 951     | 16 764     | 16 425     | Canelones      |
| 29.                | Lomas de Solymar                     | 1 266      | 3 974      | 10 843     | 16 018     | Canelones      |
| 30.                | Solymár                              | 3 527      | 6 607      | 13 942     | 15 908     | Canelones      |
| 31.                | Progreso                             | 8 257      | 11 244     | 14 471     | 15 775     | Canelones      |
| 32.                | Young                                | 11 080     | 12 249     | 14 567     | 15 759     | Río Negro      |
| 33.                | Dolores                              | 12 771     | 12 914     | 14 784     | 15 753     | Soriano        |
| 34.                | Camino Maldonado                     | 8 346      | 10 082     | 13 349     | 15 057     | Canelones      |
| 35.                | Paso de Carrasco                     | 8 592      | 10 278     | 12 174     | 15 028     | Canelones      |
| 36.                | Juan Antonio Artigas(Barros Blancos) | 8 311      | 10 585     | 13 464     | 13 553     | Canelones      |
| 37.                | Río Branco                           | 5 697      | 9 035      | 12 215     | 13 456     | Cerro Largo    |
| 38.                | Paso de los Toros                    | 13 178     | 12 826     | 13 315     | 13 231     | Tacuarembó     |
| 39.                | Juan Lacaze                          | 11 133     | 12 574     | 12 988     | 13 196     | Colonia        |
| 40.                | Bella Unión                          | 7 778      | 12 238     | 13 537     | 13 187     | Artigas        |
| 41.                | Chuy                                 | 4 472      | 8 257      | 9 804      | 10 401     | Rocha          |
| 42.                | Nueva Helvecia                       | 8 598      | 8 768      | 9 650      | 10 002     | Colonia        |

### Istituzioni

#### Università
Tra le università dell'Uruguay ricordiamo l'Università della Repubblica, fondata da Manuel Oribe il 18 luglio 1849.

#### Forze armate

Forze Armate dell'Uruguay

Le Forze Armate dell'Uruguay sono controllate dal Ministro della Difesa, a sua volta subordinato al presidente. Dopo l'offerta di incentivi per il ritiro anticipato, le Forze Armate sono state riordinate fino a giungere all'attuale numero di 14 500 unità per l'esercito, 6 000 per la marina e 3 000 per l'aeronautica. Stando a dati del febbraio 2003 l'esercito ha più di 2 500 soldati impegnati in dodici missioni di peacekeeping delle Nazioni Unite. I gruppi maggiori di militari uruguaiani sono in Repubblica Democratica del Congo e a Haiti. Nel 2006 le spese militari hanno assorbito l'1,6% del PIL. In tempi di pace l'arruolamento è volontario, ma in casi di emergenza il governo ha l'autorità di rendere obbligatoria la leva. Per ogni attività militare, volontaria o obbligatoria che sia, bisogna avere compiuto almeno i diciotto anni di età.
Le Forze Armate nazionali sono organizzate in:
- Esercito uruguaiano (Esercito);
- Armada Nacional (Marina militare). L'accademia navale è a Carrasco, un sobborgo di Montevideo;
- Fuerza Aérea Uruguaya (Aeronautica militare).

## Politica

### Politica interna
Fin dall'indipendenza la scena politica interna dell'Uruguay è stata dominata fondamentalmente da due partiti, quello dei Blancos e quello dei Colorados. Mentre i primi mantenevano un certo grado di influenza nelle zone agricole e campagnole dell'interno, i secondi controllavano la zona costiera e Montevideo, che era al centro di numerose attività portuali e commerciali. Ma la rivalità e i contrasti tra queste due fazioni non videro al centro solo la semplice contesa del potere, bensì differenze politiche che con il passare del tempo sono diventate molto relative (come si vedrà, i due partiti sono entrambi di destra e si sono addirittura presentati insieme a delle recenti elezioni). Ma le differenze si vedevano anche nei rapporti politici: inizialmente i Blancos appoggiavano il dittatore argentino Rosas e quello paraguaiano López, al contrario i Colorados strinsero rapporti con Francia, Regno Unito e Paesi vicini come il Brasile e l'Argentina del dopo-Rosas. Tuttavia proprio i Colorados si dimostrarono meno corretti, rovesciando ben due presidenti della fazione avversaria. Dopo la fine della guerra della triplice alleanza i Colorados riuscirono a mantenere il potere fino al 1958, solo con brevi intervalli. Proprio nel 1958 vinsero a sorpresa i Blancos. Nel 1973 ebbero inizio i bui anni della dittatura militare.
Il clima adatto al regime era stato preparato dalla crisi economica, che aveva portato a una sempre più grave inflazione, e soprattutto da una crisi sociale e politica. Il peggioramento della qualità della vita dei lavoratori aveva causato ampie proteste e scioperi, fino ad azioni di vera e propria guerriglia, spesso organizzate e messe in atto dal violento gruppo di estrema sinistra dei Tupamaros. Come se non bastasse, iniziò proprio allora un periodo di instabilità politica, con la successione rapida di diversi governi che non riuscirono a placare la pericolosa situazione interna di rivolta. Nel 1973 il potere fu preso da Juan María Bordaberry, un Colorado, la cui dittatura di estrema destra si fece notare non solo per la repressione interna dei rivoltosi e degli oppositori, ma anche per un accentramento delle cariche politiche e istituzionali in mano ai militari. Dopo la destituzione di Bordaberry nel 1976 una serie di capi di Stato scelti dai militari si successero senza riuscire a risolvere i problemi del Paese. Quando, dopo estesissime proteste nazionali, nel 1984 il potere tornò ai civili, incominciò un nuovo periodo politico.
Nel 1985 venne democraticamente eletto presidente Julio María Sanguinetti, Colorado. Cominciò un'opera di ricostruzione, normalizzazione e democratizzazione del Paese, portata avanti da un governo di unità nazionale. Tuttavia la riluttanza se non il rifiuto di perseguire gli esponenti della dittatura militare costituiscono una macchia per l'opera di Sanguinetti. Proprio per questo si staccò dal governo unitario il Fronte Ampio, coalizione di sinistra. A quel punto restarono insieme Blancos e Colorados, ma questi ultimi si staccarono presentandosi da soli alle elezioni del 1989, che vinsero. Tuttavia cinque anni dopo Sanguinetti ottenne un altro mandato, e i Colorados tornarono così a governare il Paese, mentre il Fronte Ampio restò una forza minoritaria. Con il tempo i Blancos si sono dimostrati più conservatori e i Colorados più liberali, i primi sono da considerarsi di destra e i secondi di centro. I due partiti si presentarono nuovamente insieme nel 1999 con il candidato Jorge Batlle. Batlle aveva manifestato la sua intenzione di fare luce sugli anni del regime dei militari, e aveva denunciato esplicitamente l'eccessiva presenza di corruzione e privilegi nel Paese. Ma la recessione economica contò sull'esito delle successive elezioni. E così nel 2004 ha vinto il Fronte Ampio, e per la prima volta è andato al governo il centro-sinistra. Le condizioni economiche dell'Uruguay sono in miglioramento, e si può dire che il Paese abbia un sistema democratico consolidato e politicamente stabile.
Nell'indice della libertà di stampa stilato dai Reporter senza frontiere l'Uruguay risulta 32º su 179 Paesi analizzati nel 2011–2012. Secondo la classifica dell'Economist Intelligence Unit, "Democracy Index", l'Uruguay risulta al 17º posto su 167 Paesi analizzati, essendo uno dei due Paesi dell'America Latina che vengono considerati "full democracies" nel 2011. Tale classifica è stilata basandosi su 60 criteri, riassunti in cinque grandi punti: libere elezioni, libertà civili, cultura politica, partecipazione politica e governo funzionale L'Uruguay può vantare una tradizione di libertà civili e conquiste sociali: la giornata lavorativa di otto ore fu infatti introdotta un anno prima che negli Stati Uniti e quattro anni prima che in Francia; il divorzio ben settant'anni prima della Spagna; il voto alle donne e il suffragio universale 14 anni prima che in Francia; l'istruzione gratuita e obbligatoria e la separazione fra Stato e Chiesa risalgono ai primi anni del secolo scorso. Nel novembre 2007 inoltre l'Uruguay è divenuto il primo Paese dell'America Latina a legalizzare le unioni omosessuali, mentre nel dicembre 2013 è stato il primo Paese del mondo a legalizzare la produzione e la coltivazione privata di cannabis. L'aborto su richiesta è stato legalizzato nel 2012 mentre nel 2013 è stato legalizzato il matrimonio e l'adozione per le coppie dello stesso sesso.

### Politica estera

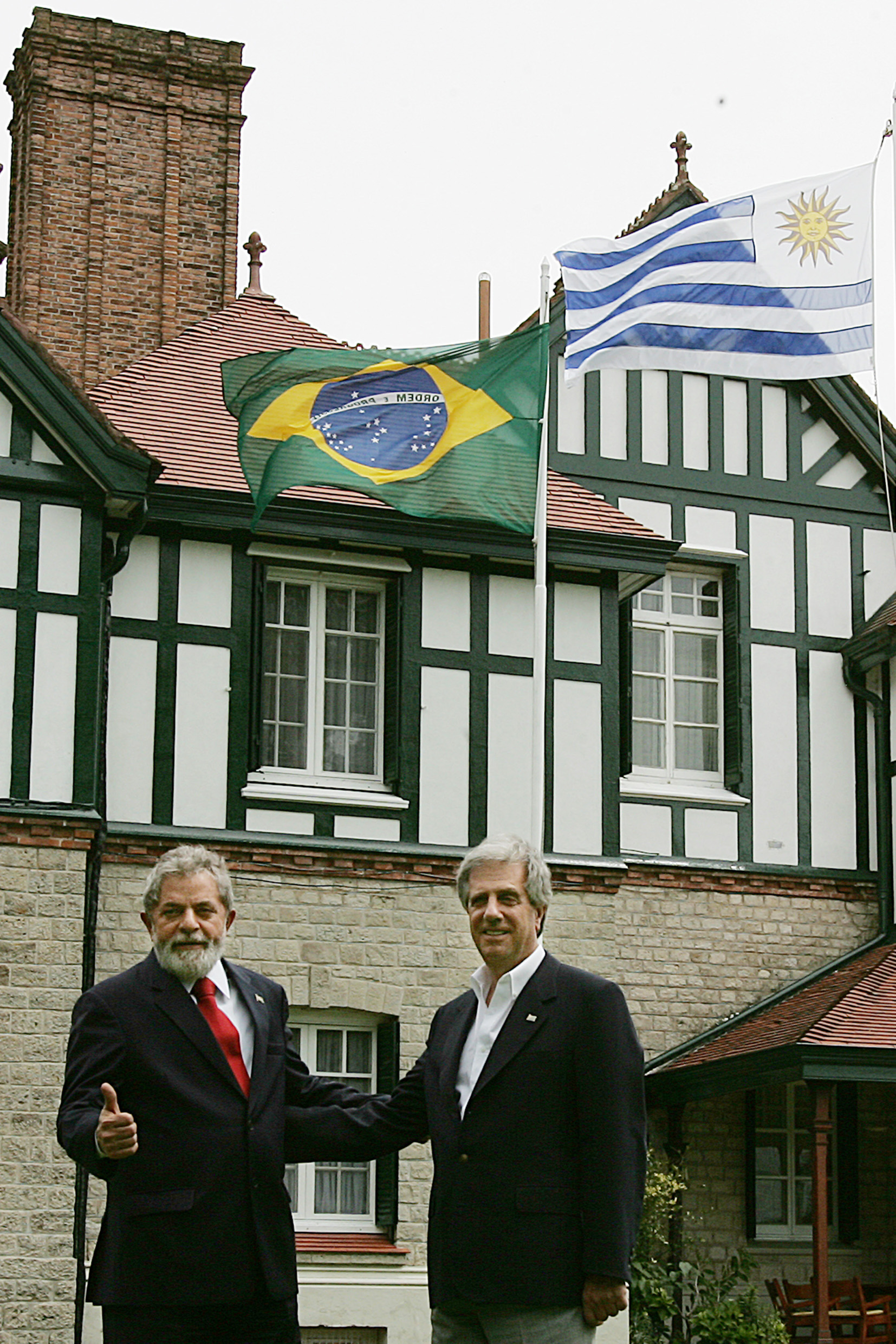
Il presidente dell'Uruguay Tabaré Vázquez, a destra, con il presidente del Brasile Lula da Silva

Tradizionalmente l'Uruguay ha avuto stretti legami politici e culturali con i Paesi europei, ai quali si sente tuttora molto vicino: ha origini europee circa il 90% degli uruguaiani. Per via della globalizzazione e dei problemi economici del Sud America, i rapporti con gli Stati Uniti si sono fatti più forti, ma non sempre con il consenso della popolazione: J.P. Areco, presidente del Paese dal 1967 al 1972, fu aspramente criticato a livello nazionale per la sua politica filostatunitense. Negli anni sessanta l'Ufficio di Pubblica Sicurezza statunitense ha aiutato l'Uruguay nell'addestramento degli ufficiali di polizia, e l'agente italoamericano dell'FBI Daniel Mitrione insegnò i metodi di tortura utilizzati contro la popolazione civile e contro i Tupamaros.
L'Uruguay è un forte sostenitore della democrazia costituzionale, del pluralismo politico e delle libertà individuali, pilastri che vennero negati dal regime e ai quali il Paese è particolarmente attaccato dopo la normalizzazione nazionale. Le relazioni internazionali storicamente sono state guidate dalla neutralità, dal multilateralismo nelle più delicate questioni internazionali, dal rispetto della sovranità territoriale e dalla fiducia nel ruolo della legge per risolvere delle dispute. Tutto questo si riflette nella volontà di cercare mercati per le esportazioni e investimenti esteri.
Lo Stato è uno dei membri fondatori del MERCOSUR, che nel giugno 1991 siglò con gli Stati Uniti il Rose Garden Agreement. Tale accordo economico non fu però operativo fino al 24 settembre 2001, quando il Mercosur invitò gli USA per discutere le negoziazioni riguardo a un più flessibile accesso al mercato da parte dei membri dell'associazione sudamericana. L'esito dell'incontro è stato la creazione di quattro gruppi di lavoro sul commercio legato all'industria, sull'agricoltura e sugli investimenti. Inoltre il Paese è membro del Gruppo Rio, un'organizzazione di Stati dell'America Latina che si occupa dell'assistenza reciproca per questioni delicate come la sicurezza, nonché della Unione delle Nazioni Sudamericane (UNASUR).
L'Uruguay è uno degli Stati aderenti alla Banca del Sud, partecipando al suo capitale.

## Economia

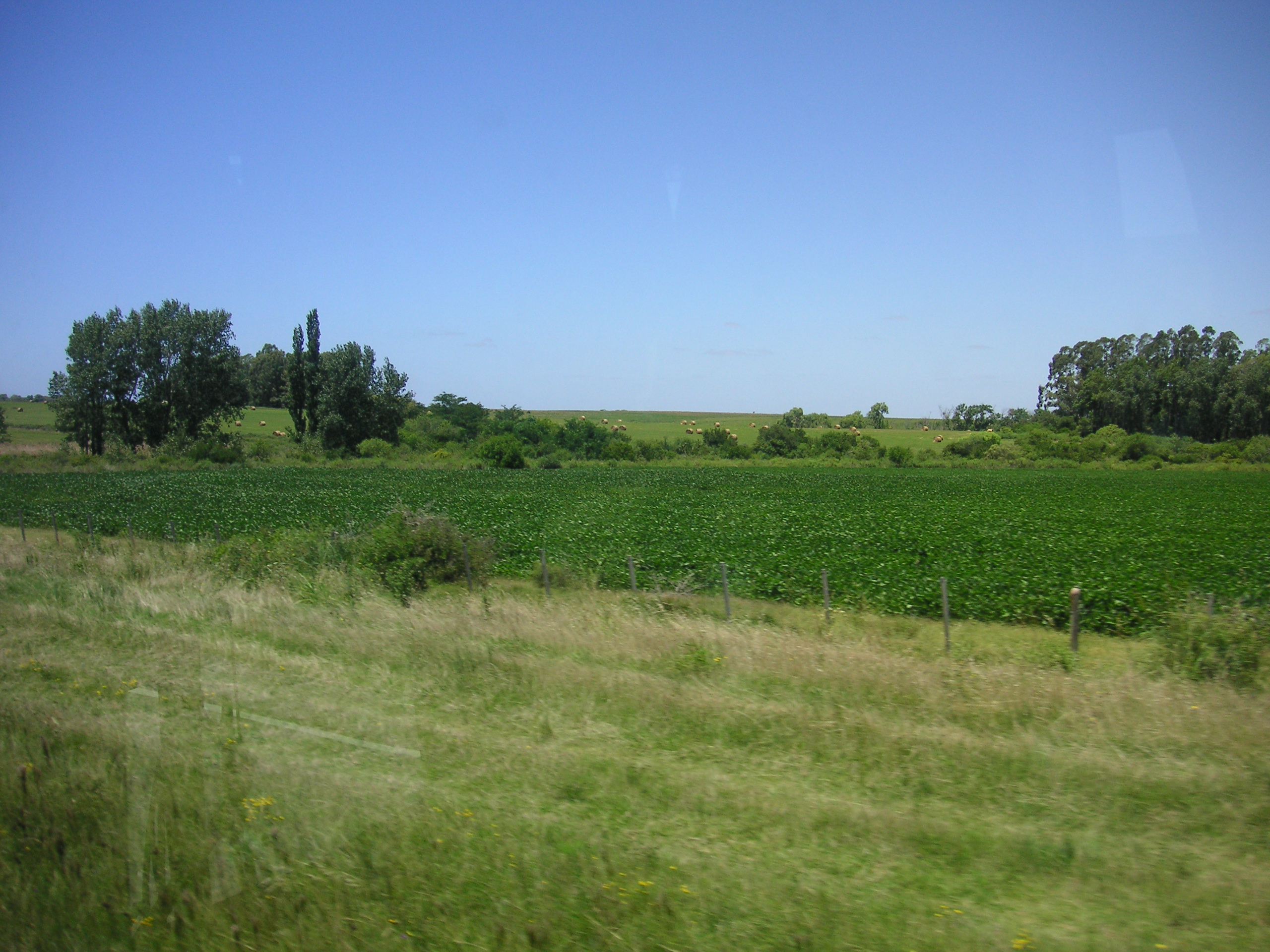
Campo uruguaiano

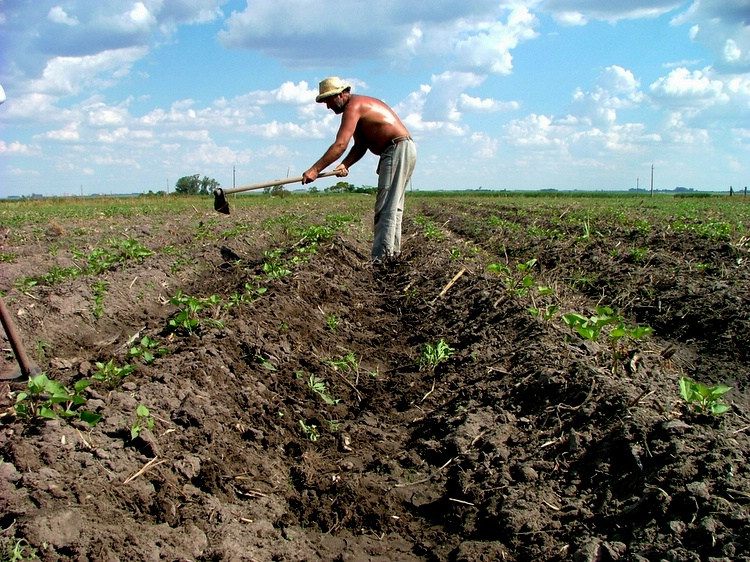
Agricoltura a Bella Unión

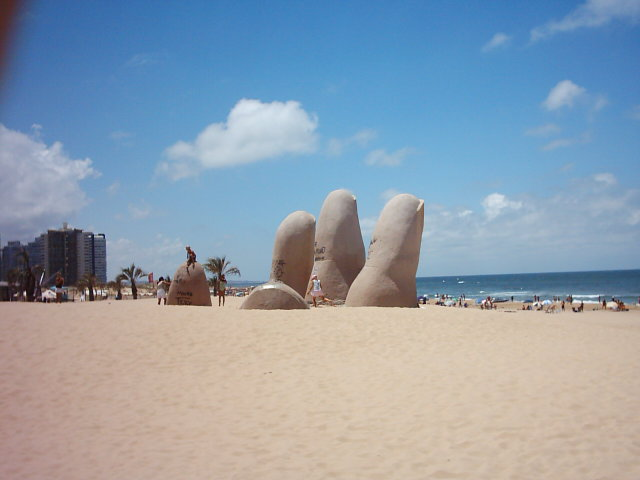
Turismo a Punta del Este

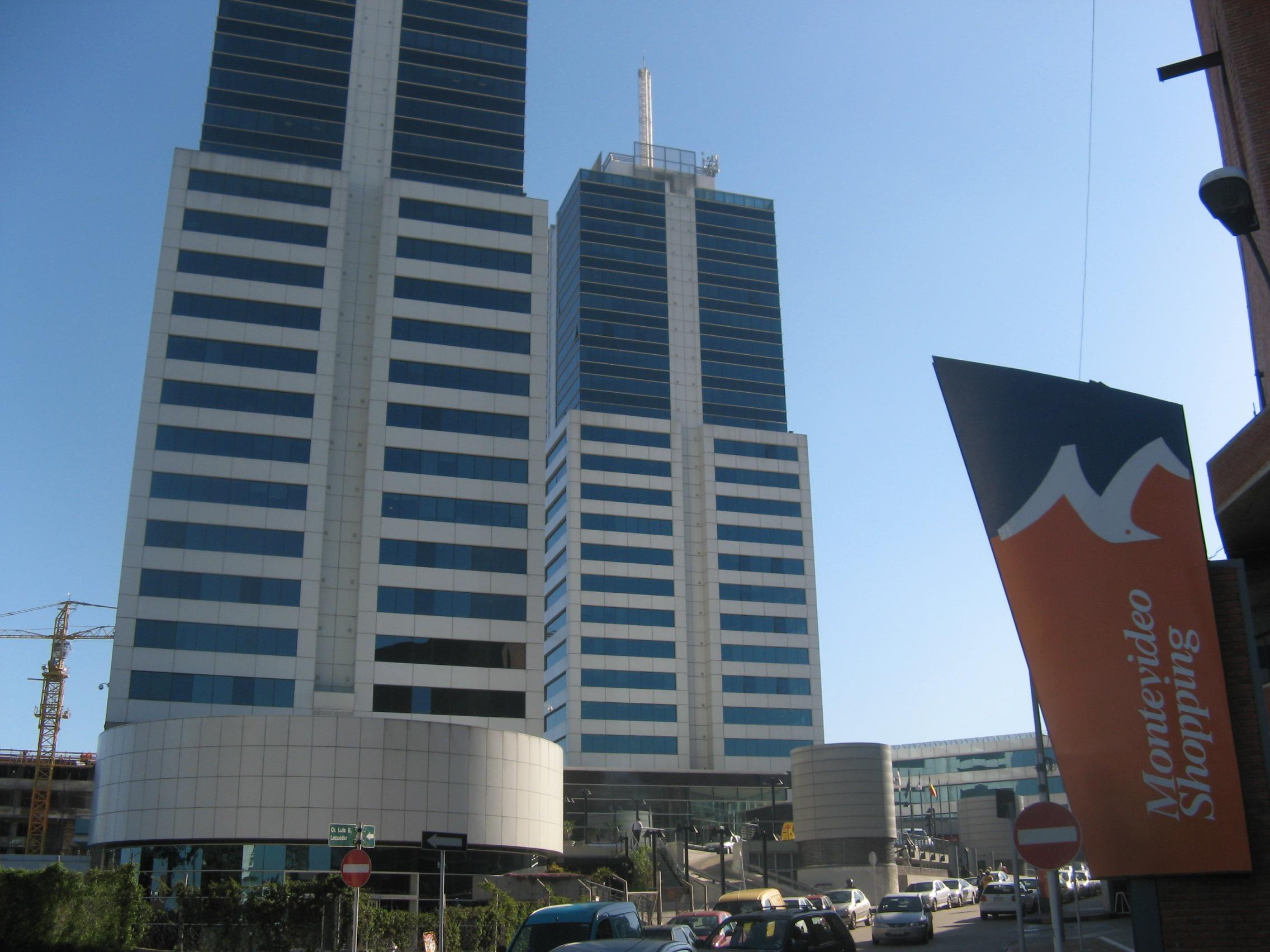
World Trade Center di Montevideo

L'Uruguay ha un sistema economico ben sviluppato, che grazie alla stabilità politica e all'opera di ricostruzione nazionale seguenti la dittatura dei militari, è riuscito a crescere notevolmente. La qualità della vita è relativamente alta e sicuramente superiore rispetto alla media dell'America meridionale. Il PIL nominale pro capite nel 2012 è di 14 767 dollari, ma questo reddito discreto è distribuito non molto equamente. Dopo anni di crescita alla fine degli anni novanta la crescita del PIL è entrata in recessione: all'inizio la decrescita è stata contenuta, ma nel 2003 è esplosa con un -10,5%. Nel 2004 l'economia ha incominciato a riprendersi, dapprima lentamente, poi in modo sempre più rapido, tanto da recuperare il terreno perso: nel 2005 il PIL è cresciuto del 10,2% e nel 2006 del 7%, facendo apparire la crisi del tutto superata. Anche altri dati economici sono migliorati: l'inflazione, che nel 2003 era vicina al 20%, è caduta al 6,5% del 2007. Il nuovo governo del Fronte Ampio, sebbene si sia impegnato a continuare a pagare il debito estero, ha anche promesso di intraprendere un Piano di Emergenza per combattere i diffusi problemi di povertà e disoccupazione
Ma non mancano ombre che destano preoccupazione: la disoccupazione, benché anch'essa in netta diminuzione, è ancora pesante e si attesta al 10,8%. La povertà è in aumento: colpisce il 27% degli abitanti, nel 2007, mentre nel 1999 appena il 6%. La situazione economica uruguaiana è molto strana: da una parte la crescita economica è rapida e sia l'inflazione sia la disoccupazione diminuiscono fortemente, eppure dall'altra una percentuale sempre più consistente di cittadini vive sotto la soglia di povertà. La stranezza di questo dato è testimoniata anche dall'Indice di Sviluppo Umano, misuratore della qualità della vita, che ha subito un notevole incremento negli ultimi anni. Nonostante l'economia sia fondamentalmente in mano a privati, lo Stato ancora oggi ricopre un ruolo importante. Inoltre, secondo Transparency International l'Uruguay è il Paese meno corrotto del Sud America dopo il Cile. Il coefficiente di Gini, che misura le disuguaglianze all'interno degli Stati del mondo, in Uruguay è di 44,8: nell'indice, 100 indica assoluta disuguaglianza, e 0 una perfetta uguaglianza tra ricchi e poveri. Pesano in questo senso le differenze tra uomini e donne: nel 2002 il reddito di una donna è pari al 71,8% di quello di un uomo per la stessa attività svolta.

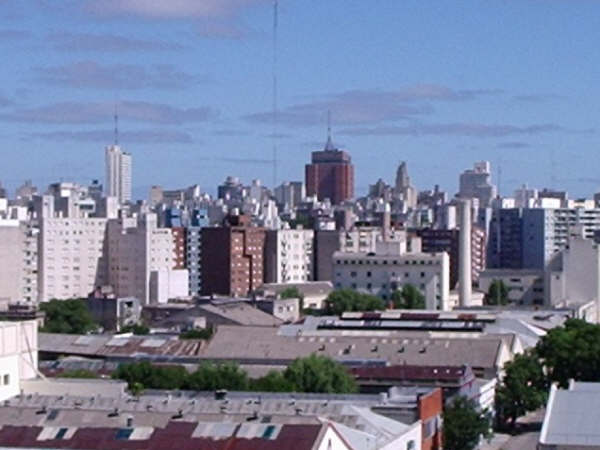
Veduta di Montevideo

L'economia si basa in buona parte ancora sull'agricoltura: il settore primario occupa il 9,3% della forza lavoro, che con il tempo si sta spostando sempre più verso i settori secondario e terziario. Le maggiori colture sono quelle dei cereali, in particolare frumento, riso, il mais, l'orzo e il sorgo. Le altre coltivazioni sono quelle di patate, vite, agrumi e in generale frutta. Di rilievo le colture industriali, che alimentano appunto l'apparato industriale e le esportazioni: le principali sono quelle dell'olio: lino, girasole, arachidi e soia. Altre produzioni di questo tipo sono quelle di canna, barbabietole da zucchero e tabacco; per quanto riguarda lo zucchero, il Paese è autosufficiente. Modestissimo il patrimonio forestale, che copre poco più del 3% del territorio nazionale e fornisce circa 3,2 milioni di metri cubi di legname.
Prati e pascoli rappresentano all'incirca i tre quarti del territorio dell'Uruguay, il cui allevamento conta su un patrimonio zootecnico abbondante: l'allevamento ovino e quello bovino sono i più sviluppati; quello ovino assicura una buona produzione di lana. L'allevamento è spesso gestito da grandi aziende, dette estancias, che dominano questo comparto produttivo. Notevoli sono i progressi recenti della pesca.
Il sottosuolo è del tutto privo di minerali energetici: l'Uruguay deve ricorrere alle importazioni per compensare la loro mancanza. Tuttavia, sono calati molto i consumi di petrolio grazie al crescente sfruttamento del potenziale idroelettrico nazionale. Il 9 maggio 2016 per la prima volta il fabbisogno energetico nazionale è stato coperto interamente da energie rinnovabili. Le risorse minerarie sono nel complesso varie ma modeste per quantità, e risultano secondarie per lo sviluppo economico. Le principali sono: quarzo, rame, graniti e talco, oro, ferro, gemme, marmo, zinco, piombo, manganese.
Il settore industriale, quasi completamente concentrato a Montevideo, impiega il 16% della popolazione attiva; la produzione industriale è cresciuta del 12,6% nel 2006. Gli stabilimenti lavorano i prodotti agricoli e ittici, ma è abbastanza consistente la presenza di industrie chimiche e tessili; è attiva la raffinazione di petrolio.
Il 70% degli occupati lavora nei servizi, tuttavia il terziario è poco dinamico, benché cresca il numero dei suoi addetti. Però è vivace il turismo, che è in aumento. Gli arrivi, provenienti soprattutto dall'Argentina, assicurano un buon afflusso di valuta estera e l'attività turistica è in discreta espansione. La capitale Montevideo chiama un numero notevole di visitatori. Notevoli sono stati gli sforzi per incentrare il terziario verso le tecnologie informatiche, tanto che l'Uruguay è diventato in America Latina il primo esportatore di software.
Il numero di iscritti ai sindacati è quadruplicato dal 2003, passando da 110 000 a oltre 400 000 nel 2015, per una popolazione attiva di 1,5 milioni di persone. Secondo la Confederazione Internazionale dei Sindacati, l'Uruguay è diventato il Paese più avanzato delle Americhe in termini di rispetto dei "diritti fondamentali del lavoro, in particolare la libertà di associazione, il diritto alla contrattazione collettiva e il diritto di sciopero". Uno degli effetti di questo alto livello di sindacalizzazione è stata la riduzione delle disuguaglianze socio-economiche.

### Valuta
La valuta attuale dell'Uruguay è il peso, con tagli di un peso, due pesos, cinque pesos, dieci pesos, venti pesos, cinquanta pesos, cento pesos, duecento pesos, cinquecento pesos, mille pesos e duemila pesos.

### Esportazioni e importazioni
Per quanto riguarda il commercio estero la bilancia commerciale è abbastanza altalenante; nel 2006 era in passivo. Le esportazioni di prodotti agricoli ed energia elettrica non compensano infatti le importazioni di beni strumentali e petrolio greggio, il cui peso per l'energia è in forte diminuzione.

### Trasporti

#### Ferrovie
Le ferrovie dell'Uruguay contano circa 2900 km di linee, tutte di scartamento da 1 435 mm, trazione Diesel, e solo undici chilometri di binario doppio. La metà della rete è dismessa, mentre transitano solo treni merci nelle tratte di Montevideo-Rivera-Livramento, Piedra Sola-Tres Arboles, Sayago-Minas, Verdum-Planta ANCAP, Carnelli-La Teja, Chamberlain-Paysandu-Salto-Concordia e Algorta Fray Bentos. Attualmente si lavora alla riapertura della tratta 25 de Agosto-San José-Ombucitos, mentre è avvenuta la riapertura della tratta fino a San José per il traffico passeggeri nel dicembre del 2006.
I servizi passeggeri si fanno in tre tratte suburbane partendo da Montevideo verso nord (25 de Agosto, 63 km), ovest (san Josè, novantasei chilometri condividendo i sessantatré della tratta per 25 de Agosto) e nordest (Ing. Victor Sudriers, 44 km, condividendo i primi otto chilometri con le altre due). Dal 1º marzo del 2003 i treni passeggeri partono e arrivano a una nuova stazione cinquecento metri a nord della Stazione Centrale di Montevideo, la quale è chiusa da allora. Questo ha significato la perdita di più di centomila passeggeri.
La Administración de Ferrocarriles del Estado è l'attuale società amministratrice della rete e dei movimenti dei treni. È permessa la circolazione di materiale di altre aziende e istituzioni, di cui varie hanno i loro vagoni e locomotive (ANCAP, AUAR, CEFU, CUCP).
Dati sui trasporti merci per ferrovia
- ANNO 2000: Tonnellate 1:321.338, Tonnellate-chilometro 238:686.674
- ANNO 2001: Tonnellate 1:191.154, Tonnellate-chilometro 219:166.926
- ANNO 2002: Tonnellate 822.745, Tonnellate-chilometro 178:135.295
- ANNO 2003: Tonnellate 881.056, Tonnellate-chilometro 187:595.062
- ANNO 2004: Tonnellate 1:220.046, Tonnellate-chilometro 296:546.835

Dati sui trasporti passeggeri (biglietti venduti e abbonamenti, non sono compresi i treni speciali):
- ANNO 2000: 277.073
- ANNO 2001: 244.427
- ANNO 2002: 383.339
- ANNO 2003: 547.550
- ANNO 2004: 464.449
- ANNO 2005: 532.747
- ANNO 2006: 695.607

## Ambiente
La costituzione del Ministero per l'ambiente (Ministerio de Vivienda, Ordenamiento Territorial y Medio Ambiente) risale al 1991. I maggiori rischi ambientali sono legati all'inquinamento dei fiumi, all'erosione dei terreni e alla mancanza di una politica di riciclaggio dei rifiuti. La costruzione pianificata di due cartiere sul corso del fiume Uruguay ha portato a numerose manifestazioni e trattative diplomatiche con l'Argentina.
L'1% del territorio è protetto, lo 0,1% è parzialmente protetto.
L'Uruguay ha sottoscritto i seguenti trattati: Ramsar, CITES, rifiuti tossici (Basilea), emissioni CFC (Protocollo di Montréal), biodiversità (CBD), effetto serra (Protocollo di Kyōto).
L'Uruguay ha sviluppato molto lentamente il tema delle aree protette e non sempre è riuscito a organizzarne una gestione efficiente. L'amministrazione delle aree ricade infatti su organismi diversi e non sempre coordinati, condizione che si ripercuote sulle possibilità di valorizzare il ricco patrimonio naturale a disposizione.
Il Parque Anchorena, Fondato da Aaron de Anchorena, ricco argentino che è riuscito a convertire gli aspri e spogli precipizi che costeggiano il Rio de la Plata in boschi lussureggianti dove convivono specie esotiche e autoctone, è uno dei parchi più importanti per la ricchezza storica e geografica, oltre che per la fauna e la flora.
Il Parque Nacional Santa Teresa, parco costiero a sud di Chuy, è costituito da tremila ettari di foresta, con una ricca varietà di specie vegetali. Al suo interno, oltre alla fortezza che i portoghesi hanno iniziato a costruire nel 1762, si trova anche la Valle della Luna, una radura di sabbia circondata dal bosco dove nelle notti limpide si riflette la luce della luna. 
Humedales del Este ha paludi, lagune, canali che costituiscono un vasto ecosistema dichiarato Riserva di biosfera dall'UNESCO. Comprende la Laguna de Rocha, la Laguna Castillos e la Laguna Negra.

## Cultura

### Letteratura
Poeticamente, nel Settecento e nell'Ottocento i componimenti furono perlopiù di stile accademico, ma è degna di nota l'opera di poeti come Bartolomé Hidalgo, le cui opere ricordavano il mondo gaucho. Nonostante la notevole diffusione del romanticismo nel Paese, non vi furono scrittori di rilievo nell'Ottocento, tranne Juan Zorrilla de San Martín, che scrisse il poema Tabaré. Il modernismo invece riuscì ad annoverare nel Paese notevoli esponenti, non solo nella prosa ma anche nella poesia: poeti modernisti importanti furono Emilio Frugoni e Alvaro Armando Vasseur. Molti movimenti letterari hanno influenzato l'Uruguay: la corrente surrealista si mescolò con l'erotismo nelle liriche di Delmira Agustini, fondamentale rappresentante uruguaiana dell'avanguardia di fine Ottocento e inizio Novecento. Nel secolo passato va ricordata la figura poliedrica di Mauricio Rosencof, nato in Uruguay da genitori sfuggiti da una Varsavia ostile agli ebrei, noto e apprezzato per la spontaneità della scrittura e dello stile, autore principalmente di opere teatrali ispirate a personaggi realmente esistiti, che popolavano il quartiere Palermo di Montevideo e la sua infanzia. Ha scritto anche novelle per bambini, narrativa, romanzi e poesie e l'opera a quattro mani Memorias dal calabozo, elaborata tra il 1987 e 1988 con il compagno e vicino di cella Eleuterio Fernández Huidobro, e pubblicata l'anno successivo. Nel testo descrive l'esperienza all'interno dei Calabozos, luoghi di detenzione degli ostaggi utilizzati per i prigionieri politici durante la dittatura. Le sue opere, il suo stile, il suo messaggio cambiano e si evolvono insieme ai cambiamenti della sua storia personale e della sua crescita politica nel Movimento Tupamaro. Un vivaio di poeti ha caratterizzato la ricchissima letteratura locale nella prima metà del Novecento: il folclore cominciò a essere presente come tema fondamentale di numerosi componimenti, specie quelli di Emilio Oribe e Ildefonso Pereda Valdés. Quotidianità e sperimentalismo poetico hanno caratterizzato moltissimi poeti del Novecento della letteratura dell'Uruguay: i più importanti sono stati Fernando Pereda e Mario Benedetti. Tra i grandi maestri della narrazione va anche inserito Felisberto Hernández, indicato come fonte di ispirazione tra gli altri da Gabriel García Márquez, Italo Calvino e Julio Cortázar. Inoltre il racconto "Il morto", di Jorge Luis Borges, è in parte ambientato in Uruguay.
Altro scrittore di rilievo a livello internazionale, nel corso del XX secolo, fu Juan Carlos Onetti e tra le scrittrici e poetesse spicca Juana de Ibarbourou.
Molti poeti furono esiliati durante la dittatura, e una volta finita poterono tornare finalmente in patria. Fu il caso, per esempio, di Eduardo Galeano e di Mario Benedetti, che in Andamios tratta il tema dell'esilio e del successivo ritorno in patria.
Da notare il ruolo determinante delle donne nella poetica uruguaiana: poetesse di rilievo sono Amanda Berenguer, Isabella Russell, Idea Vilariño, Marosa di Giorgio, Cristina Carneiro e tante altre.
È da ricordare, nel contesto letterario, anche la figura dello scrittore e sociologo José Pedro Varela.

### Patrimoni dell'umanità
Il ricco patrimonio culturale dell'Uruguay è testimoniato anche dalla presenza di alcuni siti inseriti nella Lista dei patrimoni dell'umanità dell'UNESCO.

### Musica
In campo musicale nel XX secolo ricordiamo la figura di Alfredo Zitarrosa.
Da ricordare anche Jorge Drexler, interprete della canzone Al otro lado del río, Oscar alla migliore canzone originale 2005.

### Cinema
Tra il XX e il XXI secolo, tra le personalità del cinema uruguaiano, spicca China Zorrilla e, tra i registi Álvaro Brechner, il cui film del 2018 Una notte di 12 anni ha ricevuto vari premi internazionali.

### Scienza e tecnologia

#### L'Uruguay nello spazio
- 19 giugno 2014: viene lanciato ANTELSAT, primo satellite uruguaiano[40].

### Gastronomia
La cucina uruguaiana è caratterizzata soprattutto dalla fusione delle cucine spagnola, italiana e creola; si basa principalmente sull'uso della carne.

## Ricorrenza nazionale
- 25 agosto: Día de la Independencia: Giorno dell'indipendenza dal Brasile, nel 1825.

Il 25 agosto 1825 i Trentatré Orientali dichiarano l'indipendenza dell'Uruguay dal Brasile.

## Sport

### Calcio
Lo sport più popolare in Uruguay è il calcio. La Celeste (così è chiamata dai tifosi la nazionale uruguaiana), è una delle più prestigiose squadre nazionali del mondo, avendo vinto due titoli mondiali, nei mondiali casalinghi del 1930 in finale con l'Argentina (prima edizione assoluta) e nel 1950 in casa dei rivali brasiliani, contro il Brasile. Ha vinto anche due ori olimpici nel 1924 e nel 1928, quando ancora non esisteva il mondiale di calcio. Nel mondiale del 1954 in Svizzera, in quello del Messico nel 1970 e in quello in Sudafrica del 2010 l'Uruguay è arrivato quarto, nel primo caso contro l'Austria e negli ultimi due contro la Germania. Vanta inoltre il record condiviso di vittorie della Coppa America, avendo trionfato quindici volte, tante quante quelle dell'Argentina; l'ultima l'ha vinta nel 2011, in finale con il Paraguay.
Un posto di primo piano tra i calciatori uruguaiani spetta a Juan Alberto Schiaffino, diciassettesimo posto nella classifica dei migliori calciatori del XX secolo IFFHS, e ancora Alcides Ghiggia, José Leandro Andrade, Héctor Scarone, Enzo Francescoli e Óscar Tabárez (oggi allenatore), mentre il capocannoniere della Nazionale dell'Uruguay è Luis Suárez, con 68 reti.

### Giochi olimpici
La prima medaglia olimpica per l'Uruguay è la medaglia d'oro conquistata dalla Nazionale di calcio dell'Uruguay, ai Giochi olimpici di Parigi 1924.
L'Uruguay, inoltre, alle Olimpiadi, ha conseguito discreti risultati, totalizzando due medaglie d'oro, due medaglie d'argento e sei medaglie di bronzo.